# Deraeocoris atriventris
Deraeocoris atriventris är en insektsart som beskrevs av Knight 1921. Deraeocoris atriventris ingår i släktet Deraeocoris och familjen ängsskinnbaggar. Inga underarter finns listade i Catalogue of Life.